# Зла смрт
Зла смрт (енгл. The Evil Dead) је амерички хорор филм из 1981. године, режисера Сема Рејмија са Брусом Кембелом, Елен Сандвејс и Бетси Бејкер у главним улогама. Први је филм у истоименом серијалу, који је поред два веома успешна наставка из 1987. и 1992. добио и римејк 2013. као и ТВ серију која се емитује од 2015. године. У свим оригиналним филмовима и све три сезоне ТВ серије, главну улогу има Еш Вилијамс, кога тумачи Брус Кембел.
Филм је веома брзо стекао огромну популарност и добио је статус култног филма. Његови наставци се увек сврставају на листе најуспешнијих хорор наставака у историји, а поготово други део, Зла смрт 2: Мртви до зоре, који је изашао 6 година касније. На IMDb-у има веома високу оцену 7,5/10, док га је веб страница Rotten Tomatoes оценила са 95%.
У филму се приказује и чувена Књига мртвих.

## Радња
Петоро студената Мичигенског Државног Универзитета — Еш Вилијамс, његова девојка Линда, сестра Шерил, пријатељ Скот и Скотова девојка Шели, одлучују да оду на излет у изоловану колибу руралног дела Тенесија. Тамо проналазе касетофон у коме се налази касета на којој је снимљен усмени дневник проф. Рејмонда Ноубаја, који објашњава чудне појаве које се дешавају у колиби. Он на касети прочита речи са списа које је пронашао (странице Књиге мртвих) и тако ослобађа „злу смрт” која жели да запоседне, а потом и убије Еша и његове пријатеље. Они покушавају да побегну из колибе, али када виде да је немогуће, једина нада им је да пронађу Књигу мртвих и некако зауставе злу смрт.

## Улоге
| Глумац                         | Улога              |
| ------------------------------ | ------------------ |
| Брус Кембел                    | Ешли „Еш” Вилијамс |
| Елен Сандвејс                  | Шерил Вилијамс     |
| Ричард Деманинкор (Хол Делрич) | Скот „Скоти”       |
| Бетси Бејкер                   | Линда              |
| Тереза Тили (Сара Јорк)        | Шели               |